# Raimundo Escribano
Raimundo Escribano (Campo de Criptana, 1933) es un escritor español. Fundador del Grupo Literario Guadiana y de la revista Manxa, es autor de numerosos libros de poemas, ensayos y relatos, así como artículos periodísticos en publicaciones de España e Iberoamérica. Ha impartido conferencias y recitales poéticos por España y ha intervenido en debates, mesas redondas y programas radiofónicos de contenido literario. Su nombre figura en varias antologías y publicaciones literarias.

## Biografía
Raimundo Escribano nació en Campo de Criptana (Ciudad Real).
En el año 1970 fundó el Grupo Literario Guadiana, que dirigió hasta 1975. También en esta época dirigió la I Antología de Poetas de Ciudad Real (I.E.M.) (1971) y fundó la revista Manxa (1974).
Posteriormente, en el año 2000 fundó, con los también escritores Pedro Fuentes-Guío, César Rubio y Bernardo Jiménez de Aristizábal, el Círculo de Bellas Artes de Alicante, ciudad en la que reside desde 1975. Y, más recientemente, con los mismos autores, la Asociación de Escritores Castellano-Manchegos y de la Mediterranía. 
Pertenece al Instituto de Estudios Manchegos como consejero de Número; así como a otras asociaciones culturales y de escritores, como Mundo Cultural Hispano (Institución Cultural de la Unesco). Tiene en su poder más de sesenta premios literarios, entre los que destaca el "Vicente Aleixandre" de poesía (Madrid, 2000).

## Principales libros de versos
- Agenda íntima y otros sonetos. Ciudad Real, 1975.
- La palabra y el viento. Alicante, 1981.
- Ceniza de los días. Ciudad Real, 1982.
- En la crujía del corazón. Alicante, 1996.
- Material de derribo. Alicante, 2001.
- Memorial de olvidos. Sevilla 2018.

## Principales ensayos
- El grupo literario Guadiana (1970-1985). Apuntes para una historia de las Letras Provinciales. Ciudad Real, 1986.
- La revista MANXA (1974-1994).
- Nuevo apunte para una Historia de las Letras Provinciales (1999-2000).
- Hacia una narrativa de raíz manchega (I.E.M. 2015)

## Principales obras en prosa
- En algún lugar del corazón y otros cuentos. Ciudad Real, 2003.
- El último viajero de la noche. Alicante, 2007.
- El gran fenicio Novela, Alicante, 2010.
- Entre dos luces (Artículos y entrevistas, Ciudad Real 2018)
- La casa del monte viejo (Novela, 2021)